# Sołonka Mała
Sołonka Mała (ukr. Мала Солонка) – część wsi Sołonka na Ukrainie w rejonie lwowskim, należącym do obwodu lwowskiego. Leży w południowej części wsi, w rejonie ulicy Dolnej.
Dawniej samodzielna wieś i gmina jednostkowa w powiecie winnickim Królestwa Galicji i Lodomerii. W II RP już nie fiuruje jako samodzielna gmina, lecz jako część gminy Sołonka.
Po wojnie włączona do Związku Radzieckiego (Ukraińskiej SRR).